# Massacre de Yelwa
Massacre de Yelwa foi uma série de incidentes de violência em massa entre muçulmanos e cristãos que ocorreram em Yelwa, Nigéria, entre Fevereiro e Maio de 2004. Estima-se que 700 pessoas foram mortas no total.
O primeiro conflito aconteceu em 4 de fevereiro de 2004, quando muçulmanos armados atacaram os cristãos de Yelwa matando mais de 78 pessoas, incluindo 48 que estavam em culto dentro de uma Igreja.  De acordo com algumas fontes, o sinal para o ataque foi uma chamada para a jihad da mesquita local. 
Os assassinatos de fevereiro inflamaram as tensões entre as comunidades, que vinham crescendo desde os tumultos de Jos em 2001, quando o conflito entre muçulmanos e cristãos resultou em 1.000 mortos. Em 2 de Maio de 2004, os cristãos locais responderam ao incidente de Fevereiro atacando os muçulmanos em Yelwa, resultando em cerca de 630 mortos. De acordo com algumas fontes, as meninas muçulmanas foram forçadas a comer carne de porco e outros alimentos proibidos aos muçulmanos e algumas foram até estupradas.